# Chi Báo gấm
Chi Báo gấm (Neofelis) là là một chi bao gồm hai loài mèo sinh sống ở châu Á: báo gấm (Neofelis nebulosa) của đất liền Đông Nam Á, và báo gấm Sunda (Neofelis diardi) của đảo Sumatra và Borneo.
Loài thứ hai mới được các nhà sinh vật học nâng cấp bậc vào năm 2006; trước đây chúng chỉ được xem là một phân loài của loài báo gấm.
Tên khoa học Neofelis là một từ ghép của từ tiếng Hy Lạp neo- (νεο-) có nghĩa là "mới", và từ tiếng Latinh feles có nghĩa là "mèo", nghĩa đen là "mèo mới".

## Hình ảnh

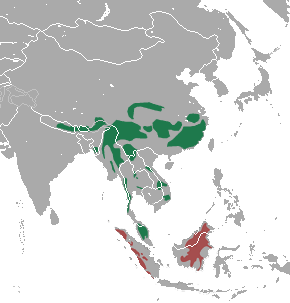
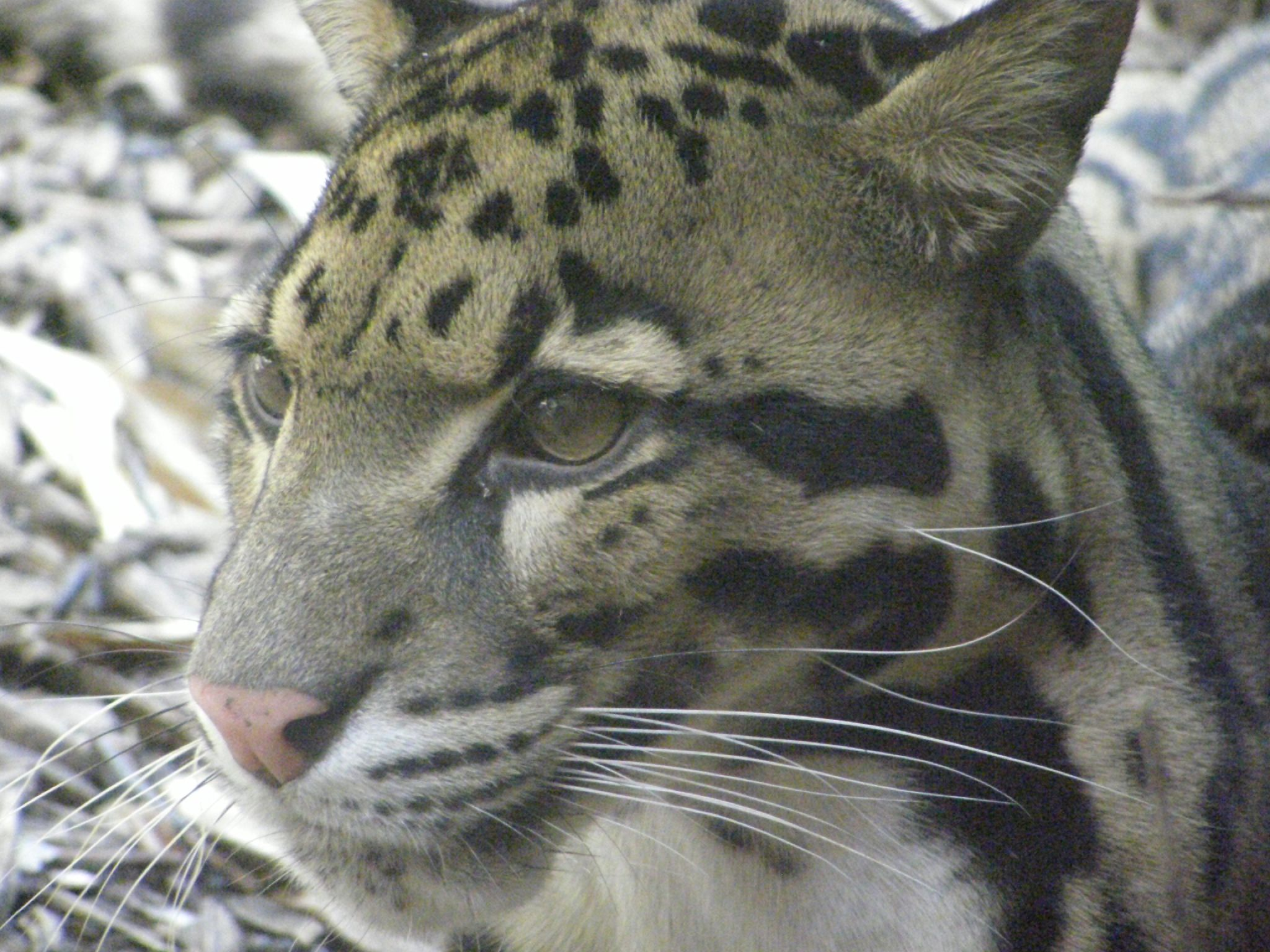
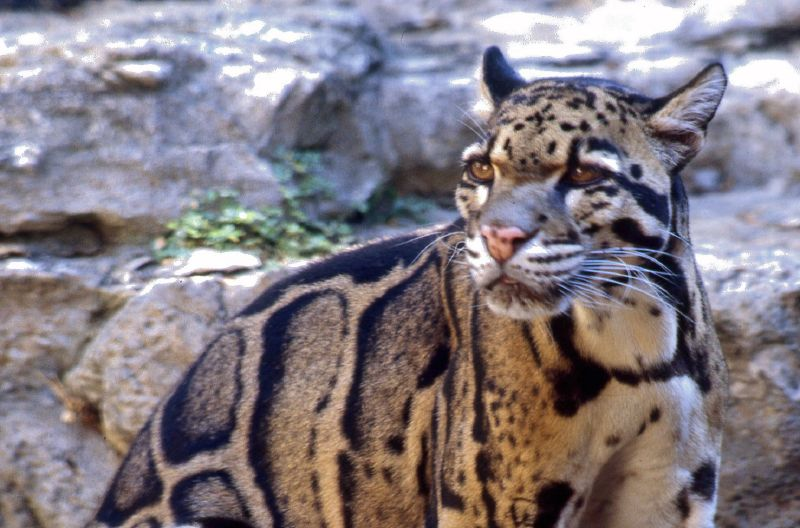